# Пежо тип 27
Пежо тип 27 (фр. Peugeot Type 27) је био мали аутомобил произведен између 1899. и 1902. од стране француског произвођача аутомобила Пежо у њиховој фабрици у Оданкуру. У том периоду је произведено 29 јединица. Облик аутомобила је био сличан старијим електричним кочијама такозвани брогам облик.
Аутомобил је покретао Пежоов четворотактни, двоцилиндрични мотор снаге 7-8 КС и запремине 1.056 cm³. Мотор је постављен хоризонтално позади и преко ланчаног преноса давао погон на задње точкове. Максимална брзина возила је 35 км/ч. Иако је тип 27 био већи од својих савременика 26-тице и 24е, механички су били слични.
Међуосовинско растојање је 2050 мм, дужина аутомобила је 3100 и висина 1900 мм. Каросерија је типа ландо где је обезбеђен простор за троје људи.